# Adenocystaceae
Famille
Les Adenocystaceae sont une famille d’algues brunes de l’ordre des Ectocarpales. 

## Étymologie
Le nom vient du genre type Adenocystis, dérivé du grec ancien ἀδήν / adḗn, glande, et κύστις / kústis, vessie.

## Liste des genres
Selon AlgaeBase (23 août 2017) et World Register of Marine Species (23 août 2017) :
- Adenocystis J.D.Hooker & Harvey, 1845
- Caepidium J.Agardh, 1882
- Chordariopsis Kylin, 1940
- Utriculidium Skottsberg, 1907